# Филипвил
Филипвил (на френски: Philippeville) е град в Южна Белгия, окръг Филипвил на провинция Намюр. Населението му е около 8300 души (2006).